# Pavese

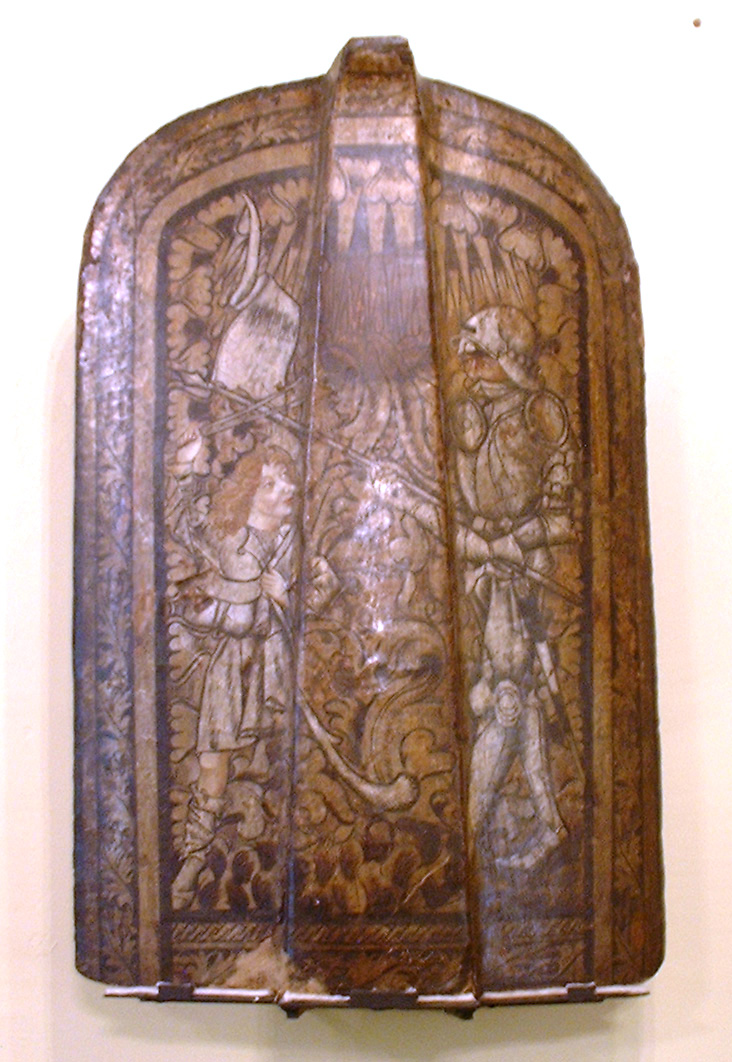
Pavese

Eine (große) Pavese (ital.: nach der Stadt Pavia; Boffese, Setztartsche, fachlich Setzschild) war ein großer Holzschild, der im Spätmittelalter zumeist als mobile Befestigung diente, wie den Hussiten und ihrem Einsatz von Wagenburgen. Auch bei Belagerungen wurde sie von Armbrust- und Bogenschützen als Deckung verwendet.

## Aufbau
Die große Pavese, ein Langschild, war meist mannshoch (manchmal bis zu 2 Meter hoch) und 1 Meter breit. Sie bestand aus verleimten Leichtholzlatten, welche im Sinne eines Verbundwerkstoffs mit Fasern aus Tiersehnen, Rohhaut, Leder, oder Leinenstoff laminiert waren und z. T. aufwendig bemalt wurden. Um Witterungsbeständigkeit herzustellen, wurden Ölfarben verwendet oder abschließend ein Leinölfirnis aufgebracht. Bei besonders groß ausgeführten Setzschilden befanden sich mitunter Schießscharten oder Beobachtungsluken am oberen Ende. Mit am unteren Ende angebrachten eisernen Stacheln konnte man sie im Boden verankern.
Die Pavese war bei leichter Bauweise stabil und ein ausgezeichneter Schutz gegen feindliche Pfeile, da sie bei einem Aufprall noch nachgab und so schwierig zu durchschlagen war. Die Pavese wurde häufig während Belagerungen eingesetzt.